# Drosophila mycethophila
Drosophila mycethophila este o specie de muște din genul Drosophila, familia Drosophilidae, descrisă de Goureau în anul 1865.
Este endemică în Franța. Conform Catalogue of Life specia Drosophila mycethophila nu are subspecii cunoscute.